# Cot Pintukhub
Cot Pintukhub är en kulle i Indonesien.   Den ligger i provinsen Aceh, i den västra delen av landet, 1 800 km nordväst om huvudstaden Jakarta. Toppen på Cot Pintukhub är 165 meter över havet.
Terrängen runt Cot Pintukhub är huvudsakligen kuperad, men västerut är den platt.Runt Cot Pintukhub är det ganska tätbefolkat, med 86 invånare per kvadratkilometer. I omgivningarna runt Cot Pintukhub växer i huvudsak städsegrön lövskog.